# Alegeri legislative în Republica Centrafricană, 2021
Alegeri legislative vor fi susținute în Republica Centrafricană pe 27 decembrie 2020 și 7 februarie 2021. Primul tur s-a organizat în același timp cu alegerile prezidențiale ale țării din acel an.